# Campionati mondiali di tiro 1982
I campionati mondiali di tiro 1982 furono la quarantatreesima edizione dei campionati mondiali di questo sport e si disputarono al Polígono Nacional de Tiro El Libertador di Caracas. La nazione più medagliata fu l'Unione Sovietica.

## Risultati

### Uomini

#### Carabina
| Evento                      | Oro                                                                                    | Oro       | Argento                                                                        | Argento   | Bronzo                                                                        | Bronzo    |
| Evento                      | Atleta                                                                                 | Risultato | Atleta                                                                         | Risultato | Atleta                                                                        | Risultato |
| 50m 3 posizioni             | Vladimir Lvov                                                                          | 1165      | Peter Heinz                                                                    | 1162      | Viktor Vlasov                                                                 | 1162      |
| 50m 3 posizioni a squadre   | Unione Sovietica Kirill Ivanov Vladimir Lvov Alexandr Mitrofanov Viktor Vlasov         | 4641      | Gran Bretagna Alister Allan Malcolm Cooper Barry Dagger J. Davis               | 4607      | Norvegia Arnt-Olan Haugland Terje Melbye-Hansen Harald Stenvaag Geir Skirbekk | 4594      |
| 50m a terra                 | Viktor Danilchenko                                                                     | 599       | William Beard                                                                  | 597       | Viktor Vlasov                                                                 | 596       |
| 50m a terra a squadre       | Unione Sovietica Viktor Danilchenko Gennadi Lushikov Alexandr Mitrofanov Viktor Vlasov | 2374      | Germania Ovest Hubert Bichler Peter Heinz Ulrich Lind Werner Seibold           | 2373      | Austria Albert Deuring Lothar Heinrich Hannes Rainer Wolfram Waibel           | 2369      |
| 50m in ginocchio            | Peter Heinz                                                                            | 393       | Vladimir Lvov                                                                  | 392       | Alexandr Mitrofanov                                                           | 392       |
| 50m in ginocchio a squadre  | Gran Bretagna Alister Allan Malcolm Cooper Barry Dagger J. Davis                       | 1550      | Unione Sovietica Kirill Ivanov Vladimir Lvov Alexandr Mitrofanov Viktor Vlasov | 1545      | Stati Uniti Michael Anti Ray Carter Rod Fitz Randolph Lones Wigger            | 1534      |
| 50m in piedi                | Kirill Ivanov                                                                          | 382       | Harald Stenvaag                                                                | 381       | Rod Fitz Randolph                                                             | 380       |
| 50m in piedi a squadre      | Unione Sovietica Kirill Ivanov Vladimir Lvov Alexandr Mitrofanov Viktor Vlasov         | 1514      | Norvegia Arnt-Olan Haugland Terje Melbye-Hansen Harald Stenvaag Geir Skirbekk  | 1488      | Gran Bretagna Alister Allan Malcolm Cooper Barry Dagger J. Davis              | 1487      |
| 300m 3 posizioni            | Gennadi Lushchikov                                                                     | 1151      | Viktor Danilchenko                                                             | 1147      | Malcolm Cooper                                                                | 1142      |
| 300m 3 posizioni a squadre  | Unione Sovietica Viktor Danilchenko Vladimir Lvov Gennadi Lushchikov Gennadi Larin     | 4542      | Stati Uniti Ray Carter Glenn Dubis Divid Kimes Lones Wigger                    | 4488      | Norvegia Trond Kjoell Geir Skirbekk Harald Stenvaag Kare Inge Viken           | 4461      |
| 300m a terra                | Viktor Danilchenko                                                                     | 593       | Malcolm Cooper                                                                 | 593       | Ernest Van de Zande                                                           | 591       |
| 300m a terra a squadre      | Unione Sovietica Viktor Danilchenko Vladimir Lvov Gennadi Lushchikov Viktor Vlasov     | 2353      | Svizzera Kuno Bertschy Anton Müller Walter Inderbitzin Ueli Sarbach            | 2346      | Norvegia Tore Hartz T. Hansen Geir Skirbekk Kare Inge Viken                   | 2340      |
| 300m in ginocchio           | Viktor Danilchenko                                                                     | 384       | Kuno Bertschy                                                                  | 383       | Malcolm Cooper                                                                | 382       |
| 300m in ginocchio a squadre | Unione Sovietica Viktor Danilchenko Vladimir Lvov Gennadi Lushchikov Gennadi Larin     | 1515      | Norvegia Trond Kjoell Geir Skirbekk Harald Stenvaag Kare Inge Viken            | 1496      | Stati Uniti Ray Carter Glenn Dubis Divid Kimes Lones Wigger                   | 1491      |
| 300m in piedi               | Gennadi Lushchikov                                                                     | 375       | Vladimir Lvov                                                                  | 374       | Lones Wigger                                                                  | 371       |
| 300m in piedi a squadre     | Unione Sovietica Viktor Danilchenko Vladimir Lvov Gennadi Lushchikov Gennadi Larin     | 1461      | Stati Uniti Ray Carter Glenn Dubis Divid Kimes Lones Wigger                    | 1441      | Germania Ovest Hubert Bichler Peter Heinz Ulrich Lind Rudolf Krenn            | 1412      |

#### Carabina standard
| Evento         | Oro                                                          | Oro       | Argento                                                        | Argento   | Bronzo                                                                             | Bronzo    |
| Evento         | Atleta                                                       | Risultato | Atleta                                                         | Risultato | Atleta                                                                             | Risultato |
| 300m           | Harald Stenvaag                                              | 579       | Lones Wigger                                                   | 574       | Vladimir Lvov                                                                      | 573       |
| 300m a squadre | Svizzera Hans Braem Martin Billeter Kuno Bertschy B. Carabin | 2245      | Norvegia Tore Hartz Geir Skirbekk Harald Stenvaag Trond Kjoell | 2243      | Unione Sovietica Viktor Danilchenko Vladimir Lvov Gennadi Lushchikov Viktor Vlasov | 2238      |

#### Carabina ad aria
| Evento        | Oro                                                                    | Oro       | Argento                                                                  | Argento   | Bronzo                                                                     | Bronzo    |
| Evento        | Atleta                                                                 | Risultato | Atleta                                                                   | Risultato | Atleta                                                                     | Risultato |
| 10m           | Frank Rettkowski                                                       | 587       | Pierre-Alain Dufaux                                                      | 584       | Andreas Wolfram                                                            | 582       |
| 10m a squadre | Norvegia Arnt-Olan Haugland Per Erik Lokken S. Sotberg Harald Stenvaag | 2309      | Germania Ovest Kurt Hillenbrand Kurt Rieth Oswald Schlipf Bernhard Suess | 2304      | Germania Est Bernd Hartstein Sven Martini Frank Rettkowski Andreas Wolfram | 2299      |

#### Pistola
| Evento        | Oro                                                                                 | Oro       | Argento                                                       | Argento   | Bronzo                                  | Bronzo    |
| Evento        | Atleta                                                                              | Risultato | Atleta                                                        | Risultato | Atleta                                  | Risultato |
| 50m           | Ragnar Skanåker                                                                     | 568       | Alexandr Melentiev                                            | 567       | Anatoli Egrishin                        | 563       |
| 50m a squadre | Unione Sovietica Anatoli Egrishin Alexandr Melentiev Sergei Sumatokhin Vladas Turla | 2248      | Stati Uniti Erich Buljung Jimmie McCoy Don Nygord Eugene Ross | 2211      | Cina Zhijian Chou Z. Su M. Wang Y. Wang | 2207      |

#### Pistola a fuoco rapido
| Evento        | Oro                                                                           | Oro       | Argento                                            | Argento   | Bronzo                                                    | Bronzo    |
| Evento        | Atleta                                                                        | Risultato | Atleta                                             | Risultato | Atleta                                                    | Risultato |
| 25m           | Igor Puzirev                                                                  | 596       | Ove Gunnarsson                                     | 595       | Alfred Radke                                              | 595       |
| 25m a squadre | Unione Sovietica Afanasi Kusmin Igor Puzirev Sergei Rysev Vladimir Vokhmianin | 2376      | Romania G. Calota Corneliu Ion V. Suliu Marin Stan | 2362      | Ungheria László Orbán Laszlo Nemeth Gabor Plank I. Szalai | 2355      |

#### Pistola a fuoco
| Evento        | Oro                                                                    | Oro       | Argento                                                         | Argento   | Bronzo                                                           | Bronzo    |
| Evento        | Atleta                                                                 | Risultato | Atleta                                                          | Risultato | Atleta                                                           | Risultato |
| 25m           | Vladas Turla                                                           | 592       | Sergéi Rysev                                                    | 591       | Jacques Cherers                                                  | 590       |
| 25m a squadre | Unione Sovietica Afanasi Kusmin Igor Puzirev Sergei Rysev Vladas Turla | 2356      | Svizzera Marcel Ansermet S. Schnyder Reinhard Reuss Alex Tschui | 2330      | Finlandia Seppo Makinen Hannu Paavola P. Palakangas Jouni Vainio | 2325      |

#### Pistola standard
| Evento        | Oro                                                                                 | Oro       | Argento                                                        | Argento   | Bronzo                                                        | Bronzo    |
| Evento        | Atleta                                                                              | Risultato | Atleta                                                         | Risultato | Atleta                                                        | Risultato |
| 25m           | Vladas Turla                                                                        | 583       | Alexandr Melentiev                                             | 578       | Aldo Andreotti                                                | 576       |
| 25m a squadre | Unione Sovietica Anatoli Egrishin Alexandr Melentiev Sergei Sumatokhin Vladas Turla | 2299      | Italia Aldo Andreotti G. Mussini Giuseppe Quadro Renato Zambon | 2281      | Stati Uniti Erich Buljung John Kailer Melvin Makin Don Nygord | 2270      |

#### Pistola ad aria
| Evento        | Oro                                                                                 | Oro       | Argento                                                        | Argento   | Bronzo                                                        | Bronzo    |
| Evento        | Atleta                                                                              | Risultato | Atleta                                                         | Risultato | Atleta                                                        | Risultato |
| 10m           | Vladas Turla                                                                        | 590       | Alexandr Melentiev                                             | 580       | Anatoli Egrishin                                              | 579       |
| 10m a squadre | Unione Sovietica Anatoli Egrishin Alexandr Melentiev Sergei Sumatokhin Vladas Turla | 2327      | Stati Uniti Erich Buljung Jimmie McCoy Darius Young Don Nygord | 2284      | Svezia W. Andersson W. Nilsson Benny Oestlund Ragnar Skanåker | 2281      |

#### Bersaglio mobile
| Evento              | Oro                                                                                  | Oro       | Argento                                                             | Argento   | Bronzo                                                            | Bronzo    |
| Evento              | Atleta                                                                               | Risultato | Atleta                                                              | Risultato | Atleta                                                            | Risultato |
| 50m                 | Yuri Kadenatsi                                                                       | 587       | Jerzy Greszkiewicz                                                  | 586       | Nikolái Dedov                                                     | 582       |
| 50m a squadre       | Unione Sovietica Nikolái Dedov Alexandr Ivanchijin Yuri Kadenatsi Igor' Sokolov      | 2316      | Ungheria Andras Doleschall Zoltan Keczeli Kalman Kovacs Istvan Peni | 2291      | Cina B. He Zhongyuan Wang Y. Xie J. Xu                            | 2275      |
| Misto 50m           | Nikolái Dedov                                                                        | 392       | Yuri Kadenatsi                                                      | 392       | Jerzy Greszkiewicz                                                | 392       |
| Misto 50m a squadre | Unione Sovietica Nikolái Dedov Alexandr Ivanchijin Yuri Kadenatsi Sergéi Savostianov | 1556      | Ungheria Andras Doleschall Zoltan Keczeli Kalman Kovacs Istvan Peni | 1544      | Finlandia Heikki Koskinen J. Livonen Matti Saeteri T. Vuohensittz | 1510      |
| 10m                 | Igor' Sokolov                                                                        | 378       | Sergéi Savostianov                                                  | 377       | Alexandr Ivanchijin                                               | 376       |
| 10m a squadre       | Unione Sovietica Yuri Kadenatsi Alexandr Ivanchijin Sergéi Savostianov Igor' Sokolov | 1505      | Cina B. He Zhongyuan Wang Y. Xie J. Xu                              | 1448      | Stati Uniti Todd Bensley Michael English R. George Randy Stewart  | 1447      |

#### Fossa olimpica
| Evento      | Oro                                                              | Oro       | Argento                                                                 | Argento   | Bronzo                                                                          | Bronzo    |
| Evento      | Atleta                                                           | Risultato | Atleta                                                                  | Risultato | Atleta                                                                          | Risultato |
| Individuale | Eladio Vallduvi Luciano Giovanetti                               | 197       |                                                                         |           | Daniele Cioni                                                                   | 197       |
| A squadre   | Italia Silvano Basagni Daniele Cioni Luciano Giovanetti A. Giani | 587       | Francia Christophe Blein Bernard Blondeau Michel Carrega Patrick Mahaut | 582       | Unione Sovietica Alexandr Asanov Alexandr Lavrinenko Sergei Okhotski I. Semenov | 581       |

#### Skeet
| Evento      | Oro                                                                | Oro       | Argento                                                    | Argento   | Bronzo                                                                     | Bronzo    |
| Evento      | Atleta                                                             | Risultato | Atleta                                                     | Risultato | Atleta                                                                     | Risultato |
| Individuale | Daniel Carlisle                                                    | 199       | Dean Clark                                                 | 199       | Norbert Hofmann                                                            | 199       |
| A squadre   | Stati Uniti Daniel Carlisle Dean Clark Matthew Dryke Alger Mullins | 591       | Francia G. Crepin Stefan Tyssier Elie Penot Bruno Rossetti | 587       | Italia I. Cianfarani Celso Giardini Luca Scribani Rossi Raffaele Ventilati | 583       |

### Donne

#### Carabina
| Evento                    | Oro                                                                | Oro       | Argento                                                        | Argento   | Bronzo                                                    | Bronzo    |
| Evento                    | Atleta                                                             | Risultato | Atleta                                                         | Risultato | Atleta                                                    | Risultato |
| 50m 3 posizioni           | Marlies Helbig                                                     | 580       | Lesia Leskiyev                                                 | 577       | Anna Malajova                                             | 577       |
| 50m 3 posizioni a squadre | Unione Sovietica Svetlana Komaristova Lesia Leskiyev Anna Malajova | 1727      | Germania Est Gilda Gorzkulla Marlies Helbig Marlies Moch       | 1722      | Stati Uniti Mary Godlove Karen Monez Gloria Parmentier    | 1718      |
| 50m a terra               | Sirpa Ylönen                                                       | 594       | Yvonne Hill                                                    | 593       | Svetlana Komaristova                                      | 593       |
| 50m a terra a squadre     | Australia Yvonne Gowland Yvonne Hill Sylvia Muehlberg              | 1769      | Unione Sovietica Svetlana Komaristova Lessia Leskin T. Sicheva | 1763      | Francia Yvette Curault Dominique Esnault Isabelle Heberle | 1761      |

#### Carabina ad aria
| Evento        | Oro                                                      | Oro       | Argento                                                | Argento   | Bronzo                                                             | Bronzo    |
| Evento        | Atleta                                                   | Risultato | Atleta                                                 | Risultato | Atleta                                                             | Risultato |
| 10m           | Sigrid Lang                                              | 389       | Lesia Leskiyev                                         | 387       | Marlies Helbig                                                     | 386       |
| 10m a squadre | Germania Est Gilda Gorzkulla Marlies Helbig Marlies Moch | 1160      | Stati Uniti Karen Monez Wanda Jewell Gloria Parmentier | 1157      | Unione Sovietica Svetlana Komaristova Lessia Leskin Anna Malachova | 1154      |

#### Pistola
| Evento         | Oro                                                          | Oro       | Argento                                               | Argento   | Bronzo                                     | Bronzo    |
| Evento         | Atleta                                                       | Risultato | Atleta                                                | Risultato | Atleta                                     | Risultato |
| 25m            | Pálma Balogh                                                 | 590       | Inna Rose                                             | 586       | Jianmin Gao                                | 585       |
| 25m a squadrem | Unione Sovietica Marina Dobrančeva Inna Rose Auksne Treinite | 1751      | Ungheria Pálma Balogh Marta Kotroczo Gabriella Kanyai | 1746      | Cina Jianmin Gao Zhifang Wen Cui Qing Yang | 1739      |

#### Pistola ad aria
| Evento        | Oro                                                          | Oro       | Argento                              | Argento   | Bronzo                                           | Bronzo    |
| Evento        | Atleta                                                       | Risultato | Atleta                               | Risultato | Atleta                                           | Risultato |
| 10m           | Marina Dobrančeva                                            | 386       | Auksne Treinite                      | 386       | Inna Rose                                        | 380       |
| 10m a squadre | Unione Sovietica Marina Dobrančeva Inna Rose Auksne Treinite | 1146      | Cina Gao Jianmin Wen Zhifang Nang Yi | 1122      | Svezia Monica Haberg Chris Johansson Gun Naesman | 1120      |

#### Fossa olimpica
| Evento      | Oro                                                         | Oro       | Argento                                                                 | Argento   | Bronzo                    | Bronzo    |
| Evento      | Atleta                                                      | Risultato | Atleta                                                                  | Risultato | Atleta                    | Risultato |
| Individuale | María del Carmen García                                     | 191       | Susan Nattrass                                                          | 186       | Elena Shishirina          | 185       |
| A squadre   | Stati Uniti Carol McClure Frances Strodtman Connie Tomsovic | 396       | Spagna María del Carmen García Maria Teresa Munoz Maria Dolores Palazon | 395       | Cina E. Gao Li Li Xu Yali | 389       |

#### Skeet
| Evento      | Oro                                      | Oro       | Argento                                                | Argento   | Bronzo                                             | Bronzo    |
| Evento      | Atleta                                   | Risultato | Atleta                                                 | Risultato | Atleta                                             | Risultato |
| Individuale | Svetlana Yakimova                        | 194       | Feng Meimei                                            | 194       | Shao Weiping                                       | 192       |
| A squadre   | Cina Feng Meimei Wu Lanying Shao Weiping | 436       | Stati Uniti Terry Carlisle Ellen Dryke Connie Schiller | 411       | Svezia Ylva Jansson Kate Magnusson Ulla Samuelsson | 402       |

## Medagliere
Nazione ospitante
| Posiz. | Nazione          | Oro | Argento | Bronzo | Totale |
| ------ | ---------------- | --- | ------- | ------ | ------ |
| 1      | Unione Sovietica | 34  | 15      | 15     | 64     |
| 2      | Stati Uniti      | 3   | 9       | 8      | 20     |
| 3      | Germania Est     | 3   | 1       | 3      | 7      |
| 4      | Norvegia         | 2   | 4       | 3      | 9      |
| 5      | Germania Ovest   | 2   | 3       | 3      | 8      |
| 6      | Italia           | 2   | 1       | 3      | 6      |
| 7      | Spagna           | 2   | 1       | 0      | 3      |
| 8      | Svizzera         | 1   | 4       | 0      | 5      |
| 9      | Cina             | 1   | 3       | 6      | 10     |
| 10     | Ungheria         | 1   | 3       | 1      | 5      |
| 11     | Gran Bretagna    | 1   | 2       | 3      | 6      |
| 12     | Svezia           | 1   | 1       | 3      | 5      |
| 13     | Australia        | 1   | 1       | 0      | 2      |
| 14     | Finlandia        | 1   | 0       | 2      | 3      |
| 15     | Francia          | 0   | 2       | 2      | 4      |
| 16     | Polonia          | 0   | 1       | 1      | 2      |
| 17     | Romania          | 0   | 1       | 0      | 1      |
| 17     | Canada           | 0   | 1       | 0      | 1      |
| 19     | Austria          | 0   | 0       | 1      | 1      |